# ثنائي قن
ثنائي قن (بالإنجليزية: Gunn diode)‏ و على عكس ما يوحي الاسم فهو ليس ثنائيا مثل الثنائي الضوئي أو الثنائي المشع و لكن يسمى بهذا الاسم لانه ثنائي الأطراف أولا و مصنوع من مادة شبه موصلة ثانيا. يستعمل هذا الثنائي لتوليد موجات كهرومغناطيسية بترددات تتراوح ما بين 1 جيجا و 100 جيجا و حتى نطاق التيراهرتز. يستهلك هذا الثنائي ما بين 1 إلى 5 واط وكفائته تتراوح من 0.2 % إلى 20 % و بقية الطاقة تتبدد على شكل حرارة و لذلك يقتضي استعمال مبدد حرارة لامتصاص الحرارة التي يمكن لها أن تتلف الثنائي. يعتمد الثنائي في عمله على ظاهرة قن.

## التركيب
الثنائي عبارة عن طرفين و مشوب بشبه موصل سالب فقط. لا وجود لشبه موصل موجب لا وجود لوصلة م س
يحكم قيمة التردد الصادر عدة عوامل أبرزها طول الثنائي و كمية التشويب و كذلك تردد الإيقاف الخاص بمرشد الموجة المستعمل و أيضا فجوة الرنين التي يوضع بداخلها الثنائي.

## نظرية العمل

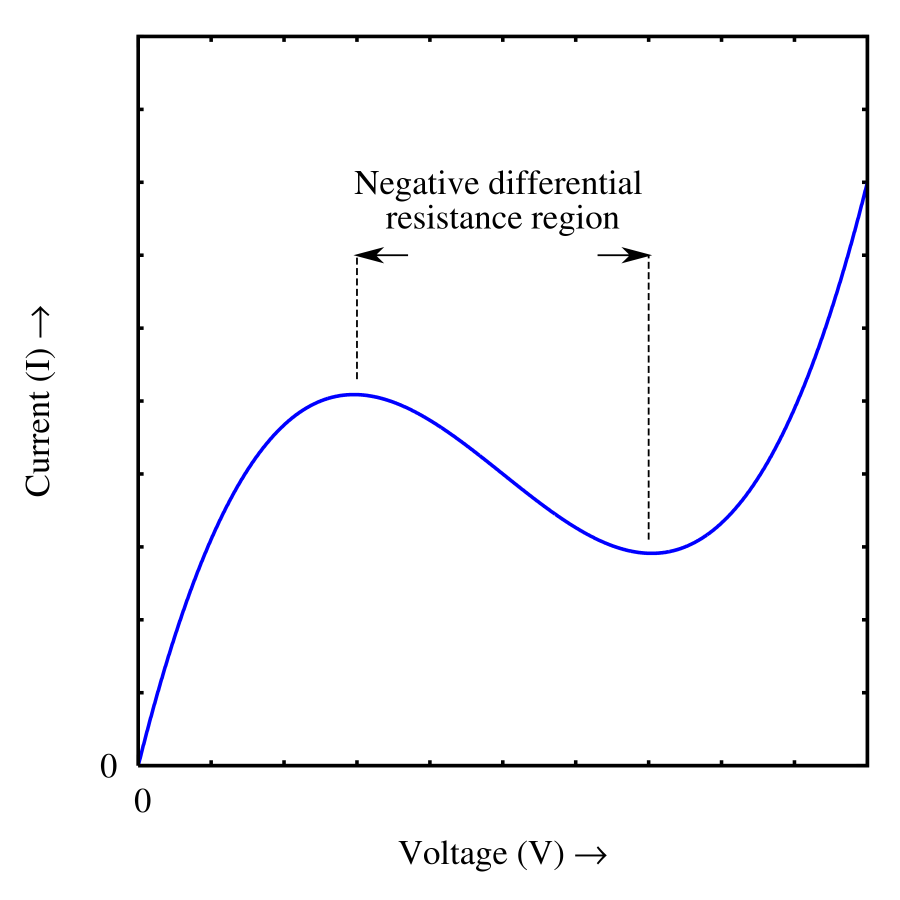
رسمة الجهد بالنسبة للتيار و يظهر منطقة المقاومة السالبة

سميت الظاهرة تيمنا بجون قن, و توجد هذه الظاهرة في عدد من مركبات III-V مثل GaAs وInP وCdTe وInAs. حينما تعلو قيمة المجال الكهربائي الناشئ من الجهد المسلط عن حد معين يناهز 3.3 KV/cm تنتقل الإلكترونات من صعيد منخفض الطاقة\عالي السرعة إلى صعيد عالي الطاقة\منخفض السرعة. حينها ينتكس الوضع, فتنخفض قيمة التيار الكهربائي العابر بسبب بطئ الإلكترونات بينما لا يزال الجهد الكهربائي في تصاعد. عند هذه المرحلة, يتولد ما يسمى بالمقاومة السالبة, لإن التيار ينخفض رغم زيادة الجهد على عكس ما يحدث في الحالة السائدة. لكن عند مواصلة زيادة الجهد يبدأ التيار يزداد بزيادة الجهد واضعا حدا للمقاومة السالبة.
تتسبب المقاومة السالبة في عدم استقرار الدائرة لكنها هي المسؤولة عن توليد الموجات الكهرومغناطيسية ما يحتم أن تكون نقطة تشغيل الثنائي في قلب المنطقة السالبة الموسومة في الرسم الجانبي, لكن عندما يكون المجال الكهربائي أقل من الحد المطلوب يعمل الثنائي كمقاومة عادية «موجبة». و عندما يساوي الحد المطلوب فإن المقاومة تكون صفر و عندما يتجاوزه تصبح المقاومة سالبة. و كما يظهر في الرسم فإن حركة الإلكترونات غير خطية مع الجهد, ما يمّكن الإلكترون من اكتساب قيمتين مختلفتين للمجال الكهربائي المسلط عليه تقتضي قيمتين مختلفتين للموصلية عند نفس السرعة الانجرافية و لهذا يعد الثنائي فب حالة عدم استقرار.
و بما أن المقاومة السلبية ليست خصلة جوهرية لدى المادة, و إنما هي تعبير عن فرق التيار بالنسبة للجهد, فإن التسمية الدقيقة لها هي المقاومة الفرقية السالبة.

## ميزات
- ثنائي حالة صلبة و ليس صمام مفرغ على سبيل المثال ما أكسبه ميزة صغر الحجم.
- فرق جهد منخفض كاف لتشغيله ما يعطي أفضلية دوام المدخرة وقتا أطول و توفير الطاقة كذلك.
- آمن مقارنة بمصادر التوليد ذات الطاقة العليا
- موثوق و سهل التركيب و التشغيل و بعيد عن التعقيد
- لا حاجة لدائرة تؤمن الإستقرار لإنه لا يعمل إلا في حالة اللااستقرار.

## عيوب
- كفاءة ضعيفة.
- طاقة الخرج ضعيفة.